# Estación de San Cugat-Coll Favà
San Cugat-Coll Favá (en catalán y oficialmente, Sant Cugat-Coll Favà) es una estación ferroviaria situada en el municipio español de San Cugat del Vallés, en la provincia de Barcelona, comunidad autónoma de Cataluña. Forma parte de la línea R8 de Cercanías Barcelona.

## Situación ferroviaria
La estación se encuentra en el punto kilométrico 12,9 de la línea férrea Castellbisbal / El Papiol-Mollet a 143 metros de altitud. El tramo es de vía doble y está electrificado.

## Historia
Esta estación de la línea de Mollet al Papiol se construyó en 1982, como el resto de la línea que se construyó como ferrocarril orbital para evitar que los trenes de mercancías pasaran por Barcelona. No fue hasta el 23 de mayo de 2005 que dio servicio a trenes de pasajeros con la entrada en funcionamiento de la línea R7 de Cercanías Barcelona, inaugurada oficialmente el día 16 de mayo. Posteriormente, el 26 de junio de 2011 se inaugura la nueva línea R8 de Rodalies de Catalunya, en sustitución de la R7 de Cercanías Barcelona, que queda acortada entre la estación de San Andrés Arenal por un lado, que es su nuevo inicio; hasta la estación de Sardañola Universidad, que es su nuevo final, con enlace con la línea R8.
Desde el 31 de diciembre de 2004 Renfe Operadora explota la línea mientras que Adif es la titular de las instalaciones ferroviarias. En marzo de 2022 el actual nombre sustituyó al anterior Sant Cugat del Vallès.

## Servicios ferroviarios

### Cercanías
Forma parte de la línea R8 de Cercanías Barcelona operada por Renfe Operadora.
| << cabecera                    | < estación          | línea | estación >             | cabecera >>       |
| ------------------------------ | ------------------- | ----- | ---------------------- | ----------------- |
| Rodalies de Catalunya de Renfe |                     |       |                        |                   |
| Martorell                      | Rubí Can Vallhonrat |       | Cerdanyola Universitat | Granollers Centro |